# Paul Apel
Paul Apel, född 1872 i Berlin, död 1946, var en tysk skriftställare.
Apel skrev till en början filosofiska arbeten (Geist und Materie (1904) med flera), ägnade sig därefter åt scenisk diktning och hade framgång med en tragikomiska grotesken Liebe (1908), drömspelet Hans Sonnenstössers Höllenfahrt (1911), sorgespelet Gertrud (1913) och det romantiska skådespelet Hansjörgs Erwachen (1918).